# Awa Tamba
Awa Tamba (geb. am 29. August 1998 in Banjul) ist eine gambische Fußballspielerin.

## Leben

### Familie
Weil die Mutter von Awa Tamba und ihrer Zwillingsschwester Adama Tamba kurz nach der Geburt starb, kümmerte sich zunächst kurzzeitig eine Tante um sie. Mit dem Vater hatten sie fast keinen Kontakt. Die beiden wuchsen im SOS-Kinderdorf in Bakoteh auf. Dort gingen sie auf eine Grundschule und weiterführende Schule. Eine ältere Schwester spielte ebenfalls Fußball bei den Red Scorpions.
Anfang 2017 lebte sie mit ihrer Zwillingsschwester bei ihrer Trainerin Choro Mbenga in Jeshwang.

### Verein
2009 empfahl eine ältere Schwester der Zwillinge, die bei den Red Scorpions spielte, der Trainerin Choro Mbenga ihre Geschwister. Beide debütierten in der Saison 2010/2011.
2015 trat sie als Botschafterin für das Projekt Live your Goals des Fußball-Weltverbands FIFA in Erscheinung.
Ende April 2016 wurden sie und mehrere andere Spielerinnen der Red Scorpions von der Gambia Football Federation wegen eines Angriffs auf Schiedsrichter für zwölf Monate gesperrt und das Team musste in der Saison 2016/2017 in der zweiten Liga antreten.

### Nationalteam
Im Januar 2012 hatte sie mit 14 Jahren ihr Debüt in der U-17-Auswahl des Frauennationalteams. Das Team konnte sich für die U-17-Fußball-Weltmeisterschaft der Frauen in Aserbaidschan qualifizieren, verlor aber alle drei Gruppenspiele deutlich und wurde Gruppenletzter.
Im November 2015 hatte sie bei einem Testspiel gegen den Glasgow Girls F.C. ihren ersten Einsatz im gambischen Fußballnationalteam der Frauen.
Bei der Qualifikation zum Afrika-Cup 2018 im April 2018 erzielte sie beim 1:2 gegen Burkina Faso ein Tor. Das Team schied aber in der zweiten Runde gegen Nigeria aus, das später den Titel gewann.